# 松山市立雄新中学校
松山市立雄新中学校（まつやましりつゆうしんちゅうがっこう）は、愛媛県松山市にある公立中学校。

## 沿革
- 1947年（昭和22年） - 城北練兵場跡で開校。
- 1948年（昭和23年） - 愛媛国学館跡地に移転[1]。
- 1949年（昭和24年） - 二宮金次郎像を建立。
- 1954年（昭和29年） - 南校舎（木造）竣工。
- 1960年（昭和35年） - 第2校舎西側竣工。
- 1961年（昭和36年） - 第2校舎東側竣工。
- 1962年（昭和37年） - 第1校舎東側竣工。
- 1973年（昭和48年） - 第1校舎西側竣工。
- 1977年（昭和52年） - プール竣工。
- 1979年（昭和54年） - 第3校舎竣工。
- 1987年（昭和62年） - 城西中学校を分離。
- 1989年（平成元年） - 柔剣道場竣工。
- 1995年（平成07年） - 正門を拡張する。
- 1999年（平成11年） - 新体育館竣工。
- 2012年（平成24年） - 第2校舎竣工。

## 部活動
- サッカー部
- 野球部
- 剣道部
- 卓球部
- バレー部
- バスケットボール部
  - 1993年 - 女子部が全国中学校バスケットボール大会にて準優勝。
- テニス部
- ハンドボール部
- 柔道部
- 陸上部
- 水泳部
- 吹奏楽部
  - 1981-87年、90-98年、2000年、2002、03年の全日本吹奏楽コンクールに出場。
- 園芸部
- 放送部
- 美術部
- 茶道部 などがある。

## 校区
松山市立たちばな小学校、松山市立双葉小学校、松山市立雄郡小学校から進学。

## 所在地
- 愛媛県松山市土居田町1

## 著名な出身者
- 阿南徹（プロ野球選手、投手。読売ジャイアンツ）
- 澤田勝彦（高校野球指導者）
- 徳野涼子（ビーチバレー選手）
- 俊野達彦（バスケットボール選手）
- 福吉貴文（元テレビ愛媛アナウンサー）
- 松山英樹（プロゴルファー）中学2年から明徳義塾中学校へ転校。
- 山根ことみ（女流棋士）
- らくさぶろう（タレント、ラジオパーソナリティ）